# 이란고원
이란고원 또는 페르시아고원(페르시아어: ایران زمین, 영어: Iranian Plateau 또는 Persian Plateau)은 서아시아, 남아시아와 캅카스산맥에 위치하고 있다.
그것은 유라시아판의 부분으로 아라비아판과 인도판 사이에 끼어 있으며 서쪽으로는 자그로스산맥과 북쪽으로는 카스피해와 코페트대그산맥, 남쪽으로는 호르무즈 해협과 아라비아해 그리고 동쪽으로는 힌두쿠시산맥 사이에 위치한다.
역사적인 영역으로서 이란고원은 파르티아, 메디아, 페르시아 제국 동부, 그리고 페르시아 제국의 영역부(주로 이란, 아프가니스탄, 파키스탄)가 포함된다. 자그로스산맥은 고원의 서부 경계를 형성하며 그 동쪽 사면은 이란고원에 포함된다.
북서쪽의 카스피해에서 남동쪽의 발루치스탄까지 이란고원은 거의 2000 km 정도 뻗어있다.
이란고원은 이란의 많은 부분을 포함하며 파키스탄과 아프가니스탄의 상당한 부분을 포함한다. 도시 타브리즈, 시라즈, 카라치, 카불에 의해 형성되는 사각형내에 드는 영역으로 370만 km2의 면적이다.
고원이라 불리지만 의외로 평탄하지 않고 여러 산맥을 포함한다. 최고봉은 엘부르즈산맥의 다마반드산이며 높이는 5610 m이다. 반면에, 이란 케르만의 동쪽 루트 사막은 해발 300 m 이하이다.

## 역사
청동기 시대에 엘람은 자그로스 산맥을 가로질러서 팽창하여 메소포타미아와 이란고원을 연결하였다.
설형문자 문헌으로 알려진 아라타 왕국은 중앙이란고원에 위치하였을 수 있다.
고전적인 고대에 영역은 아라나(아리아나)로 불렸는데 아리아인(이란족)의 땅이라는 뜻이다. 중기 페르시아어로는 에란이었고 현대 페르시아어로 이란이 되었다. 고 페르시아어 단어로는 아리야남 크사트라(아리아인의 왕국)였고 아베스타어로는 아이랴넴 배자였다.

## 지도
| 가잔 열도갠지스강고다바리강고비 사막나일강류큐 열도남중국해노르웨이해뉴기니섬네푸드 사막다싱안링산맥다뉴브강동시베리아해동중국해동해둥베이 · 평원랍테프해룹알할리 사막레나강마다가스카르섬마리아나 제도마르마라해말레이반도메콩강몰디브 제도몽골고원바렌츠해바이칼호바탄 제도발리섬발트해발하시호백해베링해벵골만보르네오섬북극해북해볼가강북드비나강브라마푸트라강사할린섬샤오싱안링산맥세이셸 군도소코트라섬수마트라섬술라웨시섬스리랑카섬스칸디나비아반도스타노보이산맥스프래틀리 군도시나이반도새머리싱가포르섬아나톨리아아덴만아라비아반도아라비아해아라푸라해아랄해아무르강아조프해아프리카의 뿔안다만 제도알타이산맥알류샨 열도에게해예니세이강오가사와라 제도오만만오비강오스트레일리아오호츠크해우랄강우랄산맥유프라테스강이란고원인더스강인도 아대륙인디기르카강인도양 (북부)인도차이나반도일본 열도자와섬주강장강치롄산맥카라해카라코람카스피해캄차카반도캅카스산맥캐롤라인 · 제도콜리마강쿠릴 열도쿤룬산맥크리스마스섬타이만대만타클라마칸 사막북태평양톈산산맥통킹만티그리스강티모르섬티베트고원파라셀 제도파미르페르시아만페초라강프라타스섬필리핀 제도필리핀해하이난한반도항가이산맥호르무즈홋카이도홍해화베이 · 평원황하황해흑해히말라야산맥힌두스탄 · 평원힌두쿠시class=notpageimage\| 아시아의 주요 지리 |

| 카스피해 페르시아만 호르무즈 해협 메소포타미아 이라크 쿠웨이트 사우디아라비아 아무다리야강 하리강 파키스탄 인더스강 힌두쿠시산맥 바바산맥 아프가니스탄 우르미아호 엘부르즈산맥 코페트다그산맥 투르크메니스탄 자그로스산맥(북부) 자그로스산맥(남부) 자얀데루드강 이란 자르드쿠산 제발바레즈산맥 하자란 산괴 카비르 사막 루트 사막 헬만드강 하문호 하제산 고드자레 저지대 시스탄 발루치스탄 |
| 이란고원의 주요 지명: 지도의 "이란" 주위의 지역이 이란고원 본토(Iranian plateau proper)에 해당한다 |